# Couzon-au-Mont-d’Or
Couzon-au-Mont-d’Or ist eine französische Gemeinde mit 2.541 Einwohnern (Stand: 1. Januar 2022) in der Métropole de Lyon in der Region Auvergne-Rhône-Alpes. Sie gehört zum Arrondissement Lyon und bis 2015 zum Kanton Neuville-sur-Saône. Die Einwohner werden Couzonnais genannt.

## Geographie
Couzon-au-Mont-d’Or liegt als banlieue etwa zehn Kilometer nördlich des Stadtzentrums von Lyon am westlichen Ufer der Saône. Umgeben wird Couzon-au-Mont-d’Or von den Nachbargemeinden Albigny-sur-Saône im Norden, Fleurieu-sur-Saône im Nordosten, Rochetaillée-sur-Saône im Osten und Südosten, Saint-Romain-au-Mont-d’Or im Süden, Saint-Didier-au-Mont-d’Or im Südwesten, Poleymieux-au-Mont-d’Or im Westen sowie Curis-au-Mont-d’Or im Westen.

## Bevölkerungsentwicklung
| Jahr                       | 1962 | 1968 | 1975 | 1982 | 1990 | 1999 | 2006 | 2012 |
| Einwohner                  | 1810 | 1928 | 2434 | 2421 | 2564 | 2609 | 2570 | 2574 |
| Quellen: Cassini und INSEE |      |      |      |      |      |      |      |      |

## Sehenswürdigkeiten
- Kirche Saint-Maurice aus dem Jahre 1855, Glockenturm aus dem 13. Jahrhundert, Monument historique
- Brücke über die Saône aus dem Jahre 1840
- Reste des römischen Aquädukts aus den Monts-d’Or

|  |  |

## Persönlichkeiten
- André-Marie Ampère (1775–1836), Physiker, hier aufgewachsen